# 크루시오 공성 전차
크루시오 공성 전차(영어:Crucio Siege Tank)는 스타크래프트 2 종족인 테란의 유닛이다. 군수공장에서 생산이 가능한 유닛이다.

## 특징
크루시오 공성 전차는 전작인 스타크래프트와 스타크래프트 리마스터의 테란 유닛인 아크라이트 공성 전차를 계승하는 유닛이다. 크루시오 공성 전차도 전작의 아크라이트 공성 전차처럼 테란의 주요 지상 유닛이자 화력 유닛으로 역할을 수행하며 바이오닉 테란일 때도 바이오닉 테란의 유닛들과 같이 조합하는 일이 잦은 유닛이고 메카닉 테란으로 갈 때는 반드시 사용하는 필수 유닛 중에 하나이다. 전작의 아크라이트 공성 전차처럼 전차 모드와 공성 모드가 존재하며 공성 모드의 공격은 광역 공격이 된다. 공성 모드일 때는 전작의 아크라이트 공성 전차보다 사거리가 더 긴데 아크라이트 공성 전차의 공성 모드는 사거리가 12였지만 크루시오 공성 전차는 사거리가 13이다. 크루시오 공성 전차는 체력:175, 기본 방어력:1을 가지고 있으며 전작의 아크라이트 공성 전차처럼 지상 공격만 가능한 유닛이다. 전차 모드에선 기본:15에 중잡갑 상대로 25의 공격력을 가지며 공성 모드에선 기본 40에 중잡갑 상대로는 70의 강력한 지대지 광역 공격을 한다. 생산하는데 필요한 건물은 군수공장에 기술실을 애드온해야 생산이 가능하며 오직 기술실이 애드온된 군수공장에서만 생산이 가능한 유닛이다. 생산하는데 필요한 자원은 광물:150, 가스:125에 인구수 3을 소모하여 전작의 아크라이트 공성 전차보다 가격이 더 비싸졌다. 크루시오 공성 전차는 이렇게 인구수도 전작의 아크라이트 공성 전차보다 더 들어가고 가스 가격이 더 비싸졌지만 여전히 테란에게 없어서는 안되는 중요한 지상 화력 유닛으로 활용되며 테테전은 메카닉 테란이나 바이오닉 테란일 때도 모두 사용되고 테저전과 테프전에서도 활용되는 유닛이 된다. 다만 테프전에서는 크루시오 공성 전차를 상대로 불멸자라는 까다로운 천적이 존재하기 때문에 불멸자를 잡아줄 해병과 같이 조합되는 것이 중요하다.

## 같이 보기
- 스타크래프트
- 테란